# Mondorff
Pour les articles ayant des titres homophones, voir Mondorf (Merzig) et Mondorf-les-Bains.
Mondorff est une commune française située dans le département de la Moselle, en région Grand Est.

## Géographie

### Communes limitrophes
Mondorff est limitrophe de :
- Puttelange-lès-Thionville ( France) ;
- Mondorf-les-Bains, Emerange, Weidenmühle, Altwies ( Luxembourg).

### Hydrographie
La commune est située dans le bassin versant du Rhin au sein du bassin Rhin-Meuse. Elle est drainée par le ruisseau l'Altbach.
Le ruisseau l'Altbach, d'une longueur totale de 16,6 km, prend sa source dans la commune et se jette dans la Moselle à Haute-Kontz, après avoir traversé cinq communes.

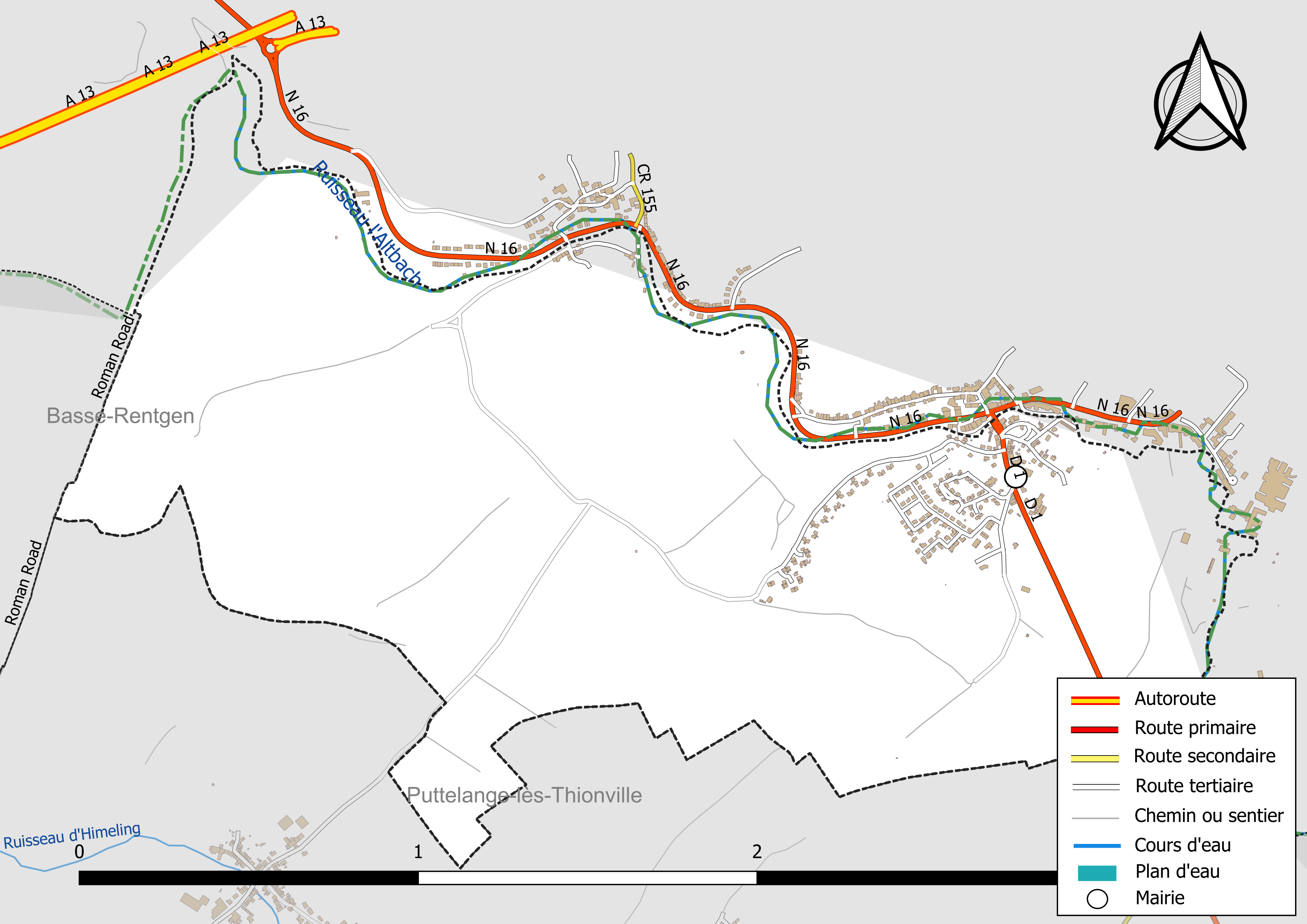
Réseaux hydrographique et routier de Mondorff.

La qualité du ruisseau l'Altbach peut être consultée sur un site spécial géré par les agences de l’eau et l’Agence française pour la biodiversité.

### Climat
Pour des articles plus généraux, voir Climat du Grand Est et Climat de la Moselle.
En 2010, le climat de la commune est de type climat de montagne, selon une étude du Centre national de la recherche scientifique s'appuyant sur une série de données couvrant la période 1971-2000. En 2020, Météo-France publie une typologie des climats de la France métropolitaine dans laquelle la commune est exposée à un climat semi-continental et est dans la région climatique  Lorraine, plateau de Langres, Morvan, caractérisée par un hiver rude (1,5 °C), des vents modérés et des brouillards fréquents en automne et hiver. 
Pour la période 1971-2000, la température annuelle moyenne est de 9,9 °C, avec une amplitude thermique annuelle de 16,2 °C. Le cumul annuel moyen de précipitations est de 829 mm, avec 12,7 jours de précipitations en janvier et 9 jours en juillet. Pour la période 1991-2020, la température moyenne annuelle observée sur la station météorologique de Météo-France la plus proche, « Malancourt », sur la commune d'Amnéville à 28 km à vol d'oiseau, est de 10,2 °C et le cumul annuel moyen de précipitations est de 884,1 mm. 
La température maximale relevée sur cette station est de 39,3 °C, atteinte le 25 juillet 2019 ; la température minimale est de −17,9 °C, atteinte le 5 janvier 1985,,. 
Les paramètres climatiques de la commune ont été estimés pour le milieu du siècle (2041-2070) selon différents scénarios d'émission de gaz à effet de serre à partir des nouvelles projections climatiques de référence DRIAS-2020. Ils sont consultables sur un site spécial publié par Météo-France en novembre 2022.

## Urbanisme

### Typologie
Au 1er janvier 2024, Mondorff est catégorisée bourg rural, selon la nouvelle grille communale de densité à sept niveaux définie par l'Insee en 2022.
Elle est située hors unité urbaine. Par ailleurs la commune fait partie de l'aire d'attraction de Luxembourg (partie française), dont elle est une commune de la couronne,. Cette aire, qui regroupe 115 communes, est catégorisée dans les aires de 700 000 habitants ou plus (hors Paris),.

### Occupation des sols
L'occupation des sols de la commune, telle qu'elle ressort de la base de données européenne d’occupation biophysique des sols Corine Land Cover (CLC), est marquée par l'importance des territoires agricoles (79,1 % en 2018), en diminution par rapport à 1990 (82,6 %). La répartition détaillée en 2018 est la suivante : 
terres arables (61,1 %), prairies (18 %), forêts (13,2 %), zones urbanisées (7,2 %), espaces verts artificialisés, non agricoles (0,5 %). L'évolution de l’occupation des sols de la commune et de ses infrastructures peut être observée sur les différentes représentations cartographiques du territoire : la carte de Cassini (XVIIIe siècle), la carte d'état-major (1820-1866) et les cartes ou photos aériennes de l'IGN pour la période actuelle (1950 à aujourd'hui).

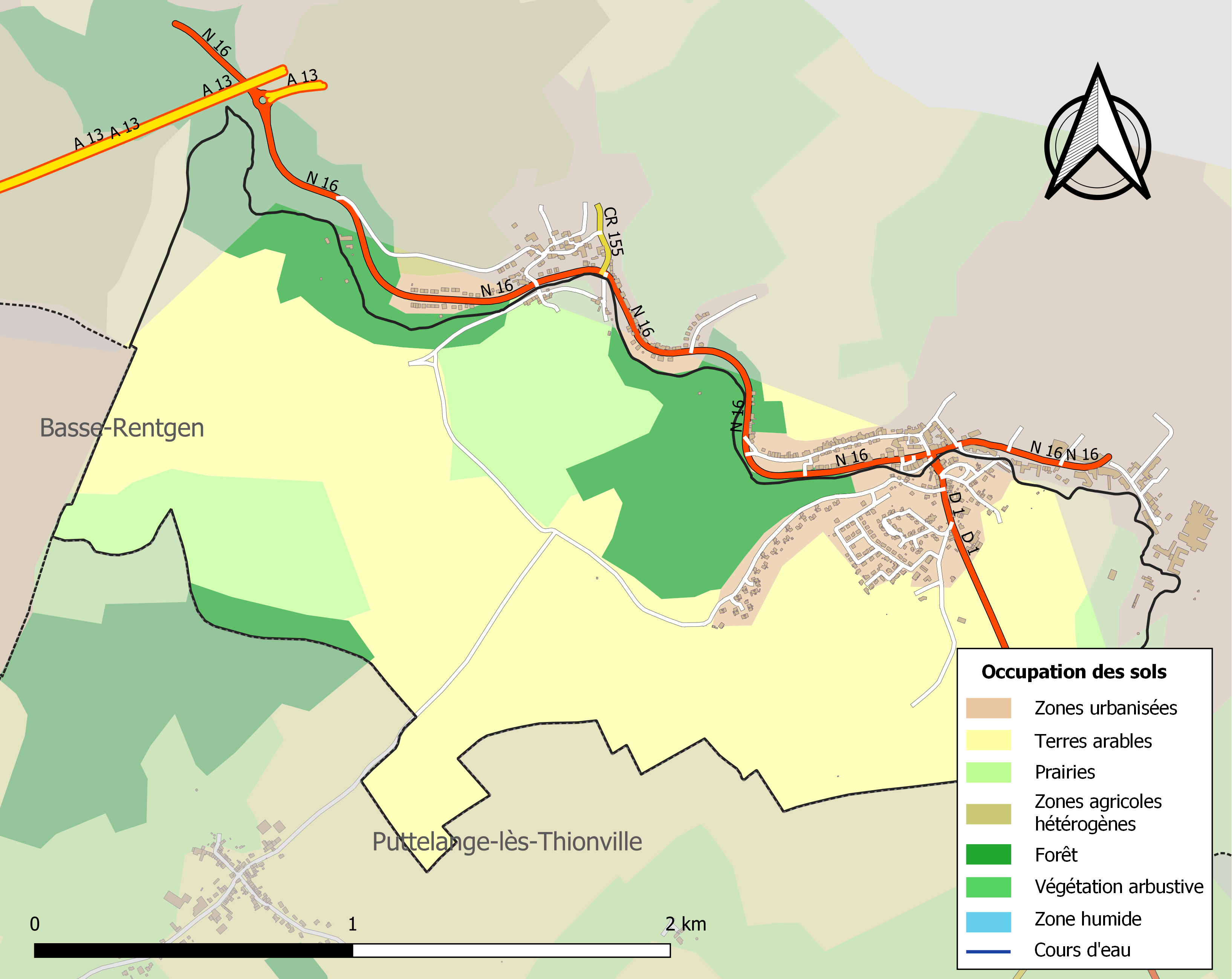
Carte des infrastructures et de l'occupation des sols de la commune en 2018 (CLC).

## Toponymie
- Muomundorf (960), Mamendorf (1030), Muomendorph (1060), Mumendorf (1161), Mundorf (1572), Mendorf (XVIIe siècle), Mondorf (1681), Mondorf (1793), Mondorff (1801)[14].
- En allemand standard : Mondorf. En francique lorrain : Munnerëf.
- Castel : Kaaschtel en francique lorrain.

## Histoire
Village-frontière entre la France et le Luxembourg. Commune réputée pour les vertus médicinales de ses eaux. Dépendait de l'ancienne seigneurie de Roussy. Les Messins brûlèrent le village en 1387 par représailles.
Le traité de Versailles de 1769 fixa la frontière actuelle, scindant en deux la paroisse de Mondorff. La partie luxembourgeoise garda le nom de Mondorff jusqu'en 1872, date de la création du premier bureau postal au village balnéaire. À la suite de la livraison d'un cachet d'oblitération, qui par erreur [Source?] ne présentait qu'un seul "F" final, la partie luxembourgeoise de la localité jumelle a adopté la dénomination nouvelle de Mondorf, avec l'ajout : -les-Bains depuis la naissance de la station thermale.

## Politique et administration
| Période   | Période   | Identité        | Étiquette | Qualité                                                           |
| --------- | --------- | --------------- | --------- | ----------------------------------------------------------------- |
| mars 1989 | mars 1995 | René Wagner     | SE        | Agriculteur, chauffeur laitier, Gérant Café/Restaurant            |
| mars 1995 | mars 2014 | André Blanchard | SE        | Retraité des douanes                                              |
| mars 2014 | En cours  | Rachel Zirovnik | UDI       | Employée secteur financier Conseillère départementale depuis 2015 |

## Démographie
L'évolution du nombre d'habitants est connue à travers les recensements de la population effectués dans la commune depuis 1800. Pour les communes de moins de 10 000 habitants, une enquête de recensement portant sur toute la population est réalisée tous les cinq ans, les populations de référence des années intermédiaires étant quant à elles estimées par interpolation ou extrapolation. Pour la commune, le premier recensement exhaustif entrant dans le cadre du nouveau dispositif a été réalisé en 2007.

En 2022, la commune comptait 582 habitants, en évolution de +8,38 % par rapport à 2016 (Moselle : +0,52 %, France hors Mayotte : +2,11 %).
| 1800 | 1806 | 1821 | 1836 | 1841 | 1861 | 1866 | 1871 | 1875 |
| ---- | ---- | ---- | ---- | ---- | ---- | ---- | ---- | ---- |
| 116  | 114  | 140  | 160  | 161  | 160  | 151  | 150  | 145  |

| 1880 | 1885 | 1890 | 1895 | 1900 | 1905 | 1910 | 1921 | 1926 |
| ---- | ---- | ---- | ---- | ---- | ---- | ---- | ---- | ---- |
| 128  | 126  | 133  | 144  | 141  | 129  | 130  | 120  | 118  |

| 1931 | 1936 | 1946 | 1954 | 1962 | 1968 | 1975 | 1982 | 1990 |
| ---- | ---- | ---- | ---- | ---- | ---- | ---- | ---- | ---- |
| 103  | 152  | 85   | 106  | 154  | 154  | 147  | 286  | 399  |

| 1999 | 2006 | 2007 | 2012 | 2017 | 2022 | - | - | - |
| ---- | ---- | ---- | ---- | ---- | ---- | - | - | - |
| 446  | 516  | 526  | 573  | 518  | 582  | - | - | - |

## Culture locale et patrimoine

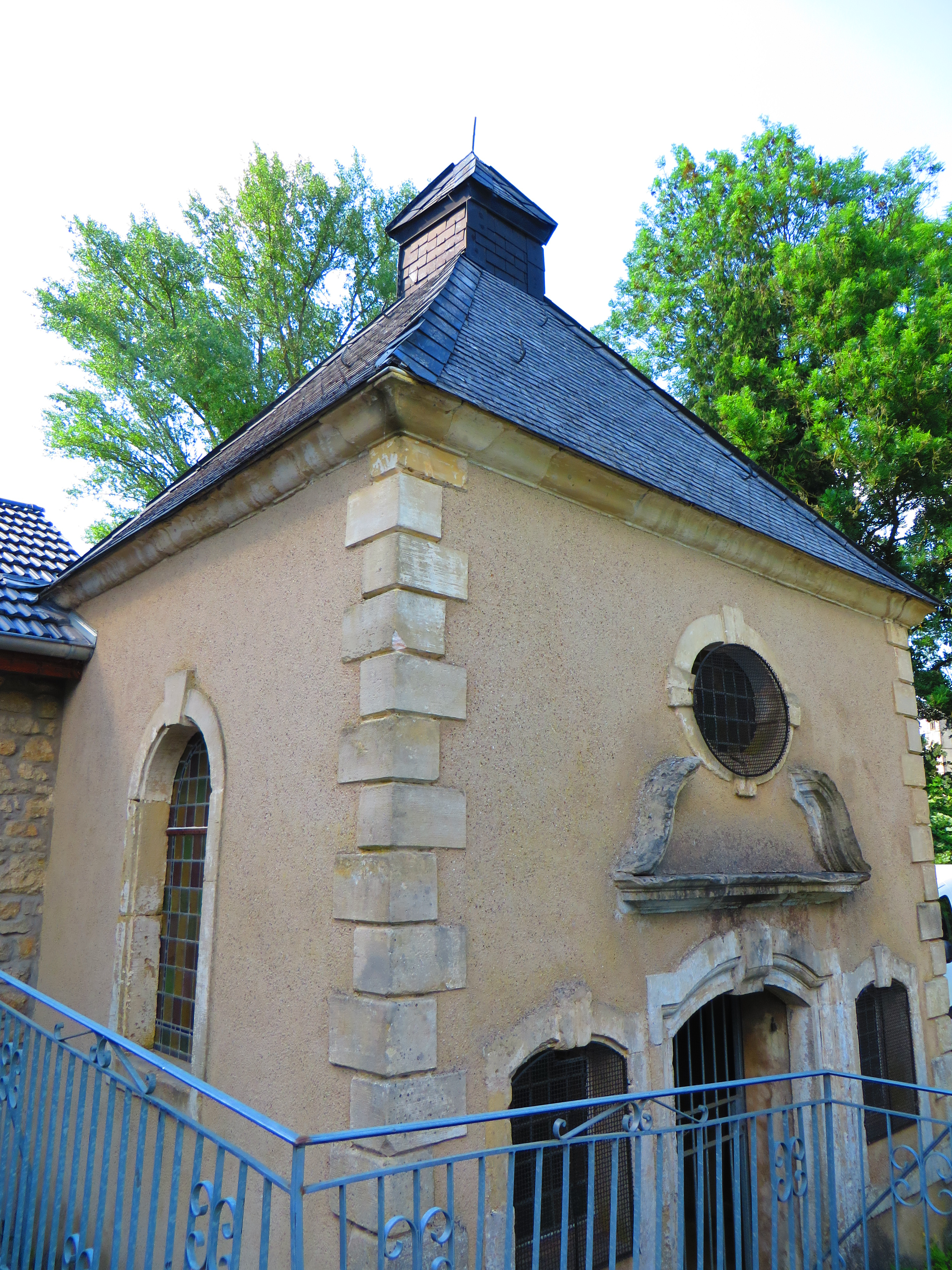
Chapelle Sainte-Croix.

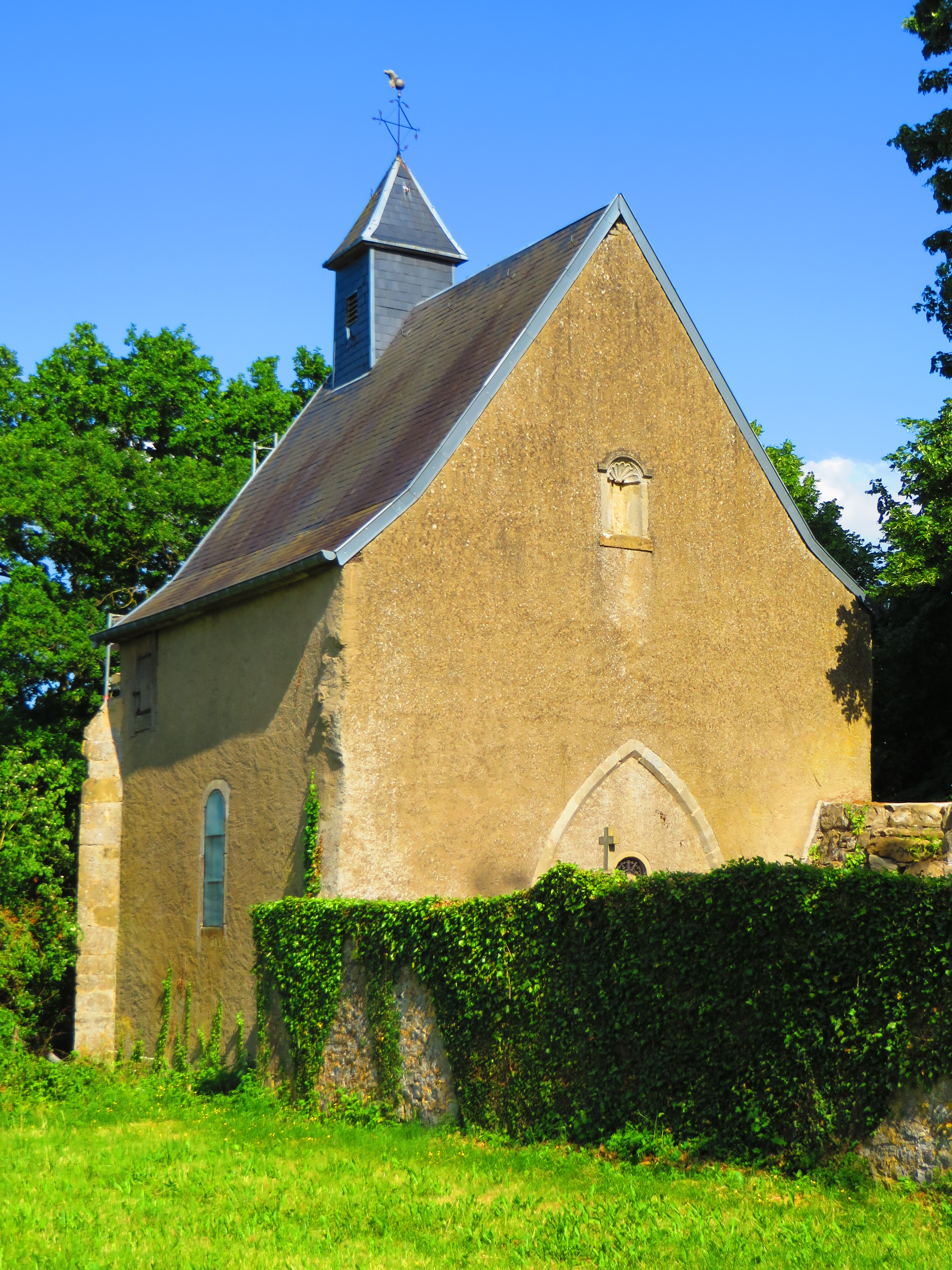
Chapelle Saint-Sauveur.

### Lieux et monuments

#### Édifices civils
- Passage d'une voie romaine.
- Vestiges gallo-romains : armes, monument d'Epona.
- Éperon barré gallo-romain inscrit au titre des monuments historiques par arrêté du 24 décembre 1991[18].

#### Édifices religieux
- Chapelle Saint-Sauveur dite chapelle du Castel sur le site d'un oppidum romain ; chemin d'accès jalonné de stèles représentant les sept Douleurs de la Vierge ; pèlerinage de la Vierge, reconstruite 1re quart XVIIe siècle en remplacement d'une chapelle déjà mentionnée en 1237, elle-même édifiée à l'emplacement d'une enceinte du type éperon barré. Un ermitage y est associé du milieu du XVIIe siècle au milieu du XIXe siècle. Nef détruite en 1880.
- Chapelle Sainte-Croix à Altwies, construite en 1736, date portée sur la clef du portail ; ermitage adossé au mur est de la chapelle construit immédiatement après, en 1736, date portée sur le linteau de la porte piétonne ; mur du jardin donnant accès à l'ermitage construit en 1739, date portée sur le linteau de la porte du jardin.

### Personnalités liées à la commune
- Victor Hugo a séjourné à l'hôtel de voyageurs dit hôtel de Paris, dans le hameau de Altwies, lors de son séjour thermal à Mondorf-les-Bains en 1871.

### Héraldique
| Blason de Mondorff | Blason  | D'azur à un sautoir de gueules*, cantonné de quatre fleurs de lys d'or. * Il y a là non-respect de la règle de contrariété des couleurs : ces armes sont fautives (gueules sur azur). |
| Blason de Mondorff | Détails | Le statut officiel du blason reste à déterminer. |